# Renzo Tesuri
Renzo Iván Tesuri (Gualeguaychú, Entre Ríos, Argentina, 7 de junio de 1996) es un futbolista argentino que juega como volante por los costados en Atlético Tucumán de la Primera división del Fútbol Argentino.

## Carrera

### Inicios
Comenzó su carrera en las inferiores de CD Juventud Unida en el 2015, subiendo rápidamente al primer equipo en 2016.

### Gimnasia de Jujuy y Ferro
En la temporada 2016/2017 fue fichado por Gimnasia de Jujuy, y a la temporada siguiente sería cedido a Ferro, pero en la temporada 2019/2020 volvería al equipo jujeño.

### Godoy Cruz
En la temporada 2020/2021 se fue libre a Godoy Cruz.

### Atlético Tucumán
En la temporada 2021/2022 ficho por el Decano, en el club llegó a tener muy buenas actuaciones inclusive, en el 2024 metio uno de los goles más importantes de su carrera, ante Racing, en un partido que término en victoria de 1 a 0 para el Atlético Tucumán. También término siendo el máximo goleador de su equipo en el 2024.
El 4 de febrero de 2025 sufrió una lesión de ruptura de ligamentos cruzados en un partido contra Riestra, en el que lo dejaría fuera de las canchas por 10 meses.

## Estadísticas
Actualizado al 16 de diciembre de 2024

| Juventud Unida (G) Argentina | 4.ª           | 2013          | 1   | 0  | 0  | 0 | — | — | 1   | 0  | 0    |
| Juventud Unida (G) Argentina | 3.ª           | 2014          | 1   | 0  | 0  | 0 | — | — | 1   | 0  | 0    |
| Juventud Unida (G) Argentina | 2.ª           | 2015          | 0   | 0  | 3  | 0 | — | — | 3   | 0  | 0    |
| Juventud Unida (G) Argentina | 2.ª           | 2016          | 1   | 0  | 0  | 0 | — | — | 1   | 0  | 0    |
| Juventud Unida (G) Argentina | 2.ª           | 2016-17       | 37  | 6  | 0  | 0 | — | — | 37  | 6  | 0.16 |
| Juventud Unida (G) Argentina | Total club    | Total club    | 40  | 6  | 3  | 0 | 0 | 0 | 43  | 6  | 0.14 |
| Gimnasia (J) Argentina | 2.ª           | 2017-18       | 24  | 0  | 0  | 0 | — | — | 24  | 0  | 0    |
| Gimnasia (J) Argentina | Total club    | Total club    | 24  | 0  | 0  | 0 | 0 | 0 | 24  | 0  | 0    |
| Ferro Argentina | 2.ª           | 2018-19       | 22  | 3  | 0  | 0 | — | — | 22  | 3  | 0.14 |
| Ferro Argentina | 2.ª           | 2019-20       | 18  | 5  | 0  | 0 | — | — | 18  | 5  | 0.28 |
| Ferro Argentina | Total club    | Total club    | 42  | 8  | 0  | 0 | 0 | 0 | 42  | 8  | 0.19 |
| Godoy Cruz Argentina | 1.ª           | 2020          | 0   | 0  | 10 | 1 | — | — | 10  | 1  | 0.1  |
| Godoy Cruz Argentina | 1.ª           | 2021          | 0   | 0  | 9  | 3 | — | — | 9   | 3  | 0.33 |
| Godoy Cruz Argentina | Total club    | Total club    | 0   | 0  | 19 | 4 | 0 | 0 | 19  | 4  | 0.21 |
| Atlético Tucumán Argentina | 1.ª           | 2021          | 15  | 1  | 0  | 0 | — | — | 15  | 0  | 0    |
| Atlético Tucumán Argentina | 1.ª           | 2022          | 22  | 2  | 13 | 1 | — | — | 35  | 3  | 0.09 |
| Atlético Tucumán Argentina | 1.ª           | 2023          | 26  | 0  | 15 | 0 | — | — | 41  | 0  | 0    |
| Atlético Tucumán Argentina | 1.ª           | 2024          | 26  | 6  | 14 | 1 | — | — | 40  | 7  | 0.11 |
| Atlético Tucumán Argentina | Total         | Total         | 89  | 9  | 42 | 2 | 0 | 0 | 131 | 11 | 0.05 |
| Total carrera | Total carrera | Total carrera | 195 | 23 | 64 | 6 | 0 | 0 | 259 | 29 | 0.1  |
| (1) La copa nacional se refiere a la Copa Argentina y Supercopa Argentina . (2) La copa internacional se refiere a la Copa Sudamericana, Recopa Sudamericana, Copa Libertadores y Copa Suruga Bank. |               |               |     |    |    |   |   |   |     |    |      |